# Villaggio Olimpico di Bardonecchia
Il Villaggio Olimpico di Bardonecchia fu un complesso di edifici a carattere permanente sorto in un'area di circa 32000 m², ricavato dalla ristrutturazione e ampliamento della "Colonia Medail", per ospitare atleti, funzionari tecnici e accompagnatori delle discipline di freestyle, snowboard e biathlon ai XX Giochi olimpici invernali di Torino del 2006. Quello di Bardonecchia fu uno dei tre villaggi olimpici realizzati per quell'edizione dei Giochi, assieme ai complessi di Torino e di Sestriere. Successivamente ai Giochi, il complesso è divenuto un residence.

## Storia
Il Villaggio Olimpico di Bardonecchia venne ricavato dalla ristrutturazione e ampliamento della "Colonia Medail" da parte di varie imprese costruttrici su progetto della società Sintecna, e venne effettuato in un periodo compreso tra maggio 2004 e dicembre 2005; il costo totale fu di 27300000 € e successivamente ai Giochi, il complesso è divenuto un residence.

## Descrizione
Il villaggio fu un complesso di edifici a carattere permanente sorto per ospitare approssimativamente 725 atleti partecipanti ai Giochi; venne realizzato tramite recupero della "Colonia Medail" (struttura storica realizzata tra il 1937 e il 1939) e la costruzione di un nuovo fabbricato. Tra il 27 gennaio e il 28 febbraio 2006 ospitò effettivamente circa 710 atleti, funzionari tecnici e accompagnatori delle discipline di freestyle, snowboard e biathlon, e 375 operatori (75 dipendenti e 300 volontari). Gli alloggi per gli atleti furono collocati nei sei edifici a carattere permanente, per un totale di 426 camere e 710 posti letto.